# Auf dem Kreuzzug ins Glück
Auf dem Kreuzzug ins Glück, eigentlich 125 Jahre Die Toten Hosen auf dem Kreuzzug ins Glück ist ein Doppelalbum der Band Die Toten Hosen. Der Titel bezieht sich annähernd auf das addierte Alter der Bandmitglieder bei Entstehung des Albums. Das Album wurde von Jon Caffery produziert und erstmals am 21. Mai 1990 über Virgin Records herausgegeben.
Die beiden Tonträger enthalten neben zwölf neuen Kompositionen und drei Coverversionen eine Auswahl von Musikstücken, welche die Band bereits in der Vergangenheit veröffentlicht hatte und die zum Teil neu eingespielt wurden. Den Abschluss bildet das satirische Theaterstück Willi – ein Verlierer, eine Zusammenarbeit mit Gerhard Polt.
Auf dem Kreuzzug ins Glück erreichte als erstes Album der Band Platz eins der deutschen Charts.

## Entstehung
Die Toten Hosen spielten zum Zeitpunkt der Aufnahmen für das Album in der Formation Andreas von Holst und Michael Breitkopf an den E-Gitarren, Andreas Meurer am E-Bass und Wolfgang Rohde am Schlagzeug. Sie waren hauptsächlich für die Kompositionen verantwortlich, während Campino, Sänger und Frontmann der Band den größten Teil der Liedtexte verfasste. Aufgenommen und abgemischt wurde hauptsächlich unter der Leitung von Jon Caffery in den Studios von Dieter Dierks in Stommeln und in der Klangwerkstatt in Düsseldorf.
An den Aufnahmen zur Trilogie Willi – ein Verlierer waren Gerhard Polt und die Biermöslblosn beteiligt, welche die Band bei der Demonstration gegen die geplante atomare Wiederaufarbeitungsanlage Wackersdorf im Juli 1986 kennengelernt hatte. Die Aufnahmen entstanden unter der Leitung von Hanns Christian Müller in seinem Tonstudio in Bayern.
Mit den Stücken First Time von The Boys und New Guitar in Town von The Lurkers nahm die Band erstmals englischsprachige Titel in Begleitung eines Originalinterpreten als Gastmusiker für ein Album auf. Honest John Plain spielt Gitarre und ist Autor beider Songs, die Ende der 1970er Jahre im Zuge der Punkbewegung in Großbritannien veröffentlicht wurden. Monique Maasen von der Düsseldorfer Band Asmodi Bizarr wirkte als Sängerin im Hintergrund in First Time mit. Die Musiktitel wurden innerhalb von zwei Tagen in Düsseldorf aufgenommen.

## Gestaltung von Cover und Begleitheft
Die Albenhülle, gestaltet von Andreas Kopp, gleicht dem gespiegelten Gemälde "Bobr" von Christian Wilhelm von Faber du Faur vom 23. November 1812, welches ein Rückzugsgefecht von Napoleons Russlandfeldzug 1812 zeigt. Die Originalszene stammt laut Campino aus einem Geschichtsbuch, mit dem er im Unterricht gearbeitet habe. Es seien lediglich die Köpfe ausgetauscht worden.
Das Bild zeigt die Musiker in einer öden Schneelandschaft unter grau verhangenem Himmel. Während Andreas von Holst und Wolfgang Rohde frierend und betend in die Knie gegangen sind, zeigt Andreas Meurer mit ausgestrecktem Arm nach vorne, Campino schwingt mit abgerissener Uniform die zerfetzte Fahne mit dem Knochenadler, dem Emblem der Band, daneben sitzt Michael Breitkopf auf einem toten Pferd mit der Waffe im Anschlag. Die Leichen von Jimi Hendrix, Elvis Presley und Sid Vicious liegen hinter ihnen im Schnee. An einem abgestorbenen Ast hängt die Brille von John Lennon.

## Lieder auf Tonträger Eins
Der erste Teil des Doppelalbums beinhaltet neben den beiden englischsprachigen Coverversionen zehn bandeigene, bisher unveröffentlichte Lieder in deutscher Sprache, die alle in der Ich-Perspektive verfasst sind. Das knapp zweiminütige, instrumentale Intro Auf dem Kreuzzug ins Glück ist an die Musik von Ennio Morricone angelehnt.
Das erste Lied Alles wird gut mit dem hymnenartigen Refrain „Wir sind auf dem Weg in ein neues Jahrtausend, bald werden Wunder am Fließband hergestellt. Auf dem Weg in ein neues Jahrtausend, über Nacht wird alles anders, eine schöne neue Welt“ bezieht sich auf die politische Wende und den Fall der Berliner Mauer am 9. November 1989.
Glückspiraten ist eine Anreihung von Beschimpfungen, mit denen ein Mann seinen jugendlichen Sohn konfrontiert.
Das Lied Fünf vor Zwölf ist eine deutliche Stellungnahme gegen Fremdenfeindlichkeit und Rechtsextremismus. Der Protagonist erzählt die Geschichte von Erdal, einem befreundeten aus der Türkei stammenden Mann, der eines Tages von Neonazis brutal attackiert wird und infolgedessen bewusstlos im Krankenhaus liegt. Der Protagonist erklärt Erdal sich für das zu schämen was passiert ist, versichert ihm aber immer an seiner Seite zu stehen. Der Band war es wichtig, in diesem Lied keine Ironie zu verwenden, sondern eindeutig ihren Standpunkt klarzumachen, nachdem der ironische Text des Liedes Ülüsü vom Album Opel-Gang oft missverstanden worden war.
Geld $ Gold ist ein Lied über Habgier. Das Lied Sein oder Nichtsein handelt von Suizid. In Streichholzmann geht es um Pyromanie und Keine Chance für die Liebe ist eine Beschwerde über das sexuelle Desinteresse des Partners.
In All die ganzen Jahre begegnet der Erzähler einem alten Freund auf der Straße, der ihn nicht mehr erkennt.
Die Opel-Gang Teil II – Im Wendekreis des Opels ist, den Stil des Schlagzeugs betreffend, eine Hommage an die Band Twisted Sister, und das Gitarrensolo in der Mitte des Stücks ist an AC/DC angelehnt.
Der Tonträger endet mit dem Musikstück Schönen Gruß, auf Wiederseh’n, das seit 1986 zum Live-Programm der Band gehört, aber nie zuvor veröffentlicht wurde. Das Lied beschreibt das Ende einer Party, die Jugendliche in der „sturmfreien Bude“ veranstaltet haben, als die Eltern unverhofft nach Hause kommen.

## Lieder auf Tonträger Zwei
Der zweite Teil des Albums enthält außer den Liedern 1.000 Nadeln, bei dem es um das Thema Depression geht, und Der Auftrag Wiederveröffentlichungen von B-Seiten vorangegangener Singles, Neuinterpretationen bekannter Lieder und Coverversionen.
Er beginnt mit einem Remix der Single Hip Hop Bommi Bop vom Dezember 1983, gefolgt vom Musiktitel Achterbahn, der bereits im Jahr 1988 auf der B-Seite der Single Hier kommt Alex veröffentlicht worden war.

Ausschnitt aus Achterbahn

Achterbahn besteht aus einem Intro, drei Strophen mit jeweils sechs Zeilen und einem Refrain, der dreimal wiederholt wird. Als Refrain werden die Sätze „Gebt die Bahn frei – geht aus dem Weg. Wenn ihr helfen wollt, sprecht ein Gebet“ jeweils zweimal wiederholt.
Die Melodie ist eingängig und die E-Gitarrenbegleitung besteht aus durchgehend gehämmerten Achtelnoten.
Das Lied Mehr davon vom Album Ein kleines bißchen Horrorschau wurde in einer Reggae-Version neu eingespielt. Die Interpretationen von Liebesspieler und Opel-Gang im Country-Musik-Stil waren bei den Aufnahmen zum Never Mind The Hosen – Here’s Die Roten Rosen entstanden und erschienen bereits im Jahr 1987 als B-Seite der Single Alle Mädchen wollen küssen.
Vor dem Schlager Azzuro, den Adriano Celentano in den 1960er Jahren bekannt gemacht hat, wurde eine einfache Kassettenaufnahme vom Besuch der Bandmitglieder in der Imbissbude Jet-Grill geschaltet. Zu hören ist dort der Wortwechsel bei der Bestellung und der anschließenden Entgegennahme der Speisen.
Das kabarettistische Theaterstück Willi – ein Verlierer ist aufgebaut auf dem Lied Willi muß ins Heim, das erstmals auf dem Debütalbum Opel-Gang von Die Toten Hosen veröffentlicht wurde. Durch weitere Musikstücke der Band ergänzt und mit Texten von Gerhard Polt erweitert wurde es zu einer Geschichte verarbeitet. Die Biermösl Blosn unterstützt zudem mit bayerischer Hausmusik.
Die Handlung: Willis Eltern kommen mit dem schwierigen Kind nicht klar, und als er eines Tages den Hamster seiner kleinen Schwester zerfetzt, schieben sie ihn ins Erziehungsheim ab, wo sie ihn einfach vergessen. Einmal reißt Willi aus und sucht seinen Onkel auf, der ihn umgehend wieder ins Heim zurückschickt. Weihnachten hofft er vergeblich auf Besuch, einen Brief oder ein Päckchen. Auch an seinem Entlassungstag wartet niemand auf ihn, also stürzt er ab, nimmt Drogen, landet in einer Sekte, die ihn jedoch bald wieder abweist. Einen „vernünftigen“ Arbeitsplatz bekommt er nicht, also bleibt ihm am Ende kein anderer Ausweg, als Polizist zu werden.

## Singles

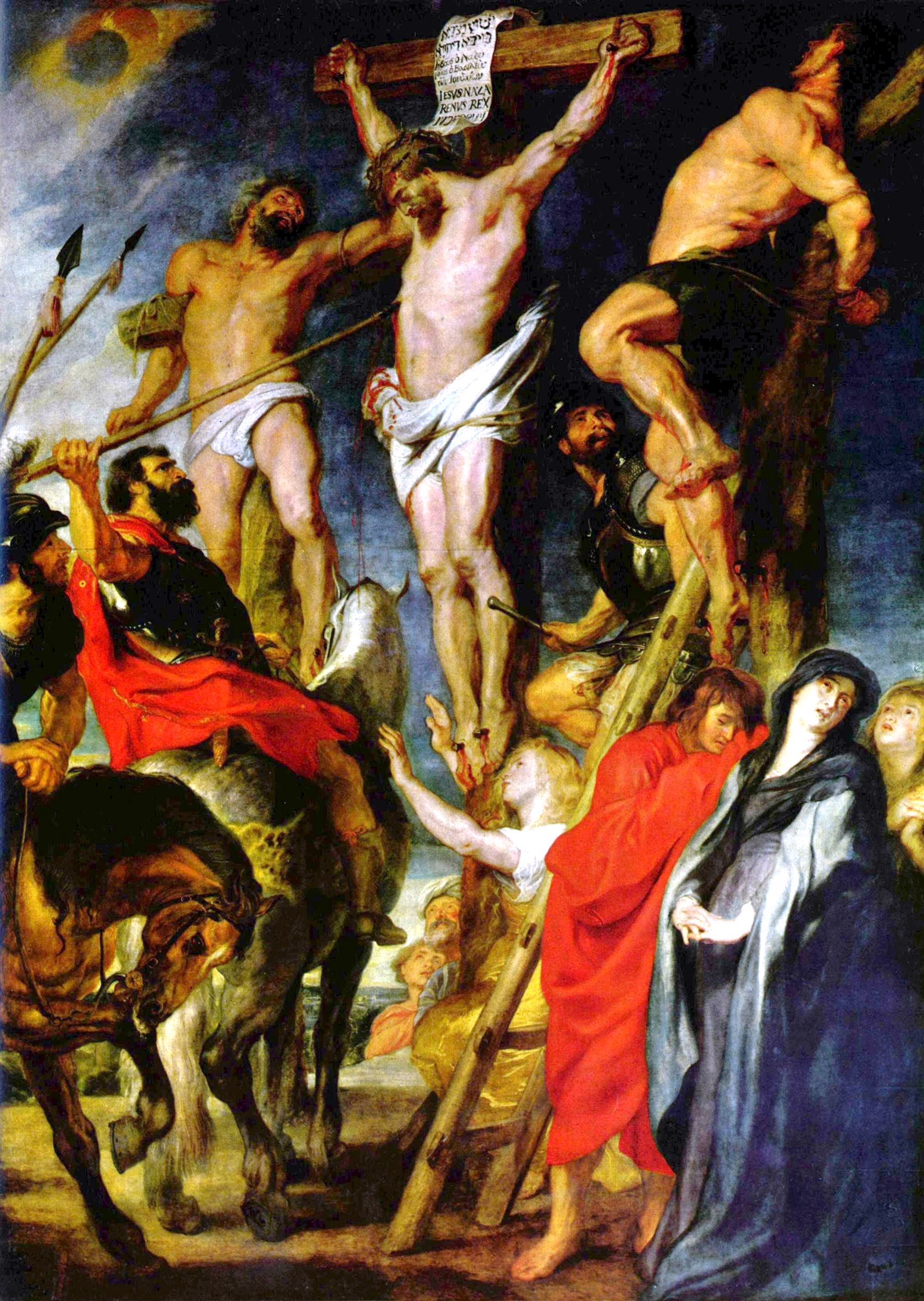
Die Kreuzigung Christi,
Peter Paul Rubens

Das Frontcover der Single Alles wird gut, die vor dem Album Ostern 1990 erschien, zeigt einen Ausschnitt des Gemäldes Die Kreuzigung Christi von Rubens in geänderter Form. Das Papier, welches dem Gekreuzigten im Nacken hängt, ist mit der Aufschrift: „D. T. H. Alles wird gut“, versehen. Carl Klinkhammer empörte sich darauf im Stern: „Das ist Gotteslästerung! Statt ehrfürchtig zu sein, versinken diese Menschen in Schmutz und Dreck.“ Als zusätzliche Titel enthält die Single die Musiktitel Fernsehen, Traumfrau und Abitur.
Das Cover der Single Azzurro, gestaltet von Michael Roman, zeigt Skelette beim Fußballspiel und kam in den Farben gelb, grün und pink auf den Markt. Die B-Seite enthält die Lieder: Herzlichen Glückwunsch, Dr. Sommer und Feinde.
Als dritte Singleauskoppelung erschien, ebenfalls im Jahr 1990, der Musiktitel All die ganzen Jahre. Auf der B-Seite der Vinylausgabe befindet sich eine Coverversion des Songs Yeah, Yeah, Yeah, der im Original von The Revillos im Jahr 1980 veröffentlicht wurde. Die CD-Auflage der Single enthält außerdem die Musiktitel Vor dem Sturm und Altstadt hin und zurück.

## Musikvideos
Der Clip zu Azzurro wurde von Hanns Christian Müller anlässlich der Fußball-Weltmeisterschaft in Italien gedreht und setzt sich satirisch mit dem Verhalten der Deutschen im Ausland auseinander. Laut Drehbuch fährt die Band in einem Opel (Kennzeichen: D-TH 1990) nach Italien. Der Wagen springt zum ersten Mal auf Anhieb an, als er am Ende des Films gestohlen wird.
Der Film zu All die ganzen Jahre wurde ebenfalls 1990 in einem Düsseldorfer Fotostudio unter der Regie von Walter Knofel gedreht. Die Band spielt in bunter Kleidung in einem weißen Raum. Verstärker und Gitarrenanlagen sind in bunten Farben auf die Wände gemalt. Mit schwarzen Buchstabenblöcken sind die Worte All die ganzen Jahre auf dem Fußboden angereiht. Ein Schriftzug auf der Basstrommel Smash it Up! weist darauf hin, dass dieses Produkt an das Video zum gleichnamigen Song der Punkband The Damned aus dem Jahr 1979 angelehnt ist.

## Tournee
Im Rahmen der Tournee unter dem Namen Auf dem Kreuzzug ins Glück spielte die Band im August 1990 auf der Radrennbahn Weißensee in Berlin, in der Schweriner Stadthalle und in der Halle Münsterland in Münster. Im September gab sie Konzerte in der Kölner Sporthalle, spielte in Leipzig, in der Weser-Ems-Halle in Oldenburg, in Hannover in der Eilenriedehalle, in Kaunitz in der Ostwestfalenhalle, in Siegen in der Siegerlandhalle, in den Stadthallen von Lichtenfels und Offenbach, in der Ostseehalle in Kiel, auf der Northeimer Waldbühne, in Augsburg, in Ravensburg, in Neumarkt in den Jura-Hallen, in Würzburg, in Landshut und in Passau. Die Toten Hosen spielten am 27. September 1990 in der ausverkauften Dortmunder Westfalenhalle 1, am Tag darauf in der Völklinger Sporthalle und am 29. September in der Hanns-Martin-Schleyer-Halle in Stuttgart. Weitere Veranstaltungsorte waren im Oktober die Friedrich-Ebert-Halle in Ludwigshafen am Rhein, die Hamburger Sporthalle, das Zelt im Donaupark in Wien und ein Festzelt in Hall in Tirol. Am 15. und 16. Oktober 1990 spielten Die Toten Hosen im Züricher Volkshaus.
John Plain reiste zudem während der Tour zum Album mit, um die Band bei den Coverversionen seiner Lieder zu begleiten. Auf der Tournee spielten auch weitere Gäste wie The Lurkers und Peter and the Test Tube Babies mit, bevor es danach zum ersten Mal für zwei Konzerte nach London ging.

## Resonanz

### Charterfolge und Auszeichnungen
Die Doppel-LP Auf dem Kreuzzug ins Glück war das erste Album der Gruppe Die Toten Hosen, das auf Platz eins in den deutschen Musik-Charts notiert wurde. Es erreichte zudem in den Nachbarländern Österreich die Top 20 und in der Schweiz die Top 10 der Hitparade. In Deutschland wurde das Album mit einer Platin-Schallplatte ausgezeichnet.
In einem aus Anlass des 30-jährigen Jubiläums der Albumveröffentlichung verfassten Post auf Facebook kommentierte die Band diesen Erfolg rückblickend am 11. Juni 2020: „Irgendwie waren wir noch nicht bereit, so einen Moment genießen zu können. Von unseren musikalischen Vorbildern war so gut wie niemand jemals in so einer Situation gewesen und deshalb gab es kaum eine Band mit einem ähnlichen Background, an der wir uns hätten orientieren können, wie man damit jetzt umgehen sollte. Erst mit der Zeit, als die dazugehörige Tournee losging, merkten wir, dass sich die Dinge geändert hatten. Alles wurde noch um einige Umdrehungen größer, wilder und verrückter.“
Mit der erneuten Veröffentlichung der Vinyl-Version gelang im Juli 2020 der Wiedereinstieg auf Platz 4 in den deutschen Charts, in Österreich auf Platz 30 und in der Schweiz auf Platz 22.

### Presse
Hollow Skai schreibt im Juni 1990 im Stern, dass die Texte auf der neuen LP weiterhin „das Lebensgefühl vieler Jugendlicher auf den Punkt bringen“ würden und „das 1, 2, 3, 4 – Getöse der Lurkers und der Boys“ der Band und ihren Fans noch immer näher sei als „das sanfte Gesäusel eines Sydney Youngblood oder Designer-Rock der Pop Band ABC“. In die Konzerte strömten deshalb auch „zwölf- bis dreizehnjährige Kids, die die Sex Pistols nur aus den Erzählungen ihrer älteren Geschwister kennen“ würden oder „in einer alten Bravo über Punks gelesen haben und am liebsten auch welche wären.“
Peter Wagner im Musikexpress aus dem Juli 1990 hält hingegen die neuen Songs für sehr viel wichtiger. Er schreibt: „Hervorragend und auf internationalem Niveau produzierte Säge-Gitarren, Campino mit deutlich melodiöserem Gesang und genau jenen eingängigen Refrain-Melodien, nach denen Kollegen wie Guns n’ Roses immer gesucht haben, führen den Hosen-Kreuzzug zu einem grandiosen Sieg: Die Toten Hosen etablieren sich mit diesem Doppelpack als die beste Rock ’n’ Roll-Band der Nation.“
Thomas Hüetlin schreibt zeitnah zur Fußball-Weltmeisterschaft 1990 in Tempo: „Für die Toten Hosen ist Musik nie etwas anderes als die Fortsetzung des Fußballs mit anderen Mitteln gewesen. In ihren Liedern steckt die Energie eines harten Zweikampf und die Dynamik eines Elfmeterschießens nach 90 Minuten. Sie rocken so wie die irische Nationalmannschaft spielt: einfach, geradlinig und mit einem großen Wumm am Ende. […] Die Toten Hosen sind die beste deutsche Rockband seit den elf Männern, die 1974 die Weltmeisterschaft gewonnen haben. Ihr neues Doppelalbum wird nur noch von einem Ball, der im Netz zappelt, übertroffen.“
Markus Hartmann von Zillo bescheinigt dem Album in einem Artikel aus dem Juli 1990: „kritische Texte, klare Aussagen zu ernsten Themen, anspruchsvollen Humor, und Musik, die ausgereifter und professioneller denn je ist.“
Edgar Klüsener schrieb 1993 in der Januarausgabe des Magazins Metal Hammer, dass die Band mit ’Ein Kreuzzug ins Glück’ ein „Monster-Doppelalbum“ eingespielt habe, „das von verbalem Slapstick über knallharte Rockhämmer bis zu Rap- und Musicalelementen vieles beinhaltete, was auf den ersten Blick ganz und gar nicht typisch für die Jungs schien.“
In seiner Biografie über Die Toten Hosen aus dem Jahr 2007 stellt Hollow Skai fest: „Kaum ein Album deckt das gesamte Spektrum der Hosen so ab wie dieser Kreuzzug ins Glück.“
Die RP Online fasst in ihrem Artikel über die Alben der Toten Hosen im Jahr 2012 zusammen: „Mit ihrem abwechslungsreichsten Werk spielen sich die Toten Hosen in den Pop-Olymp und auf Platz 1 der Charts. Adriano Celentanos ‚Azzuro‘, Hip-Hop, Reggae, Country nichts ist sicher. Der Mitschnitt eines Imbissbesuchs (‚Im Jet-Grill‘) gerät zur Realsatire, die Gerhard Polt und die Biermösl Blosn nur knapp übertreffen.“

## Neuauflage 2007
Ende des Jahres 2007 wurden alle Stücke remastert, Cover und Booklet neu überarbeitet und mit weiteren Grafiken von Michael Roman versehen. Jan Weiler schrieb ein neues, zweites Beipackheft, das ein Interview mit der Band enthält.

### Zusatztitel
Der erste Teil des Doppelalbums wurde um die Lieder der B-Seiten aller vom Album ausgekoppelten Singles erweitert, ergänzt wurde zudem das Lied Maßanzug, das für den Film Langer Samstag aufgenommen wurde und nie zuvor auf einem Tonträger verlegt wurde. Kitsch gehört zu den Demoaufnahmen zum Album Opium fürs Volk aus dem Jahr 1996.
1. Fernsehen – 3:47 (Campino / Hanns Christian Müller)
2. Traumfrau – 2:21 (Meurer / Campino)
3. Abitur – 1:47 (Breitkopf / Campino)
4. Herzlichen Glückwunsch – 2:03 (von Holst / Campino)
5. Dr. Sommer – 1:57 (Breitkopf / Campino)
6. Feinde – 2:20 (Campino)
7. Yeah, Yeah, Yeah – 2:00 (Cover von The Revillos)
8. Vor dem Sturm – 3:53 (Rohde / Campino)
9. Altstadt hin und zurück – 2:11 (Breitkopf, Campino, von Holst, Rohde)
10. Maßanzug – 2:54 (Campino, Müller)
11. Kitsch – 3:53 (Breitkopf / Campino)

Dem zweiten Teil des Doppelalbums wurden in der Neuauflage verschiedene Rohaufnahmen der Lieder vom Album Auf dem Kreuzzug ins Glück beigefügt, um darzustellen, wie sich die Stücke vor ihrer vielfachen Bearbeitung für das Album anhörten. Steht auf zum Gebet! stammt von den Demoaufnahmen für das Album Unsterblich aus dem Jahr 1999.
1. Glückspiraten – 4:23
2. Wahre Liebe – 3:38 (Rohde / Campino)
3. Opel-Gang Teil II – Im Wendekreis des Opels – 4:56
4. Sein oder Nichtsein – 3:59
5. Geld $ Gold (Darfs ein bisschen mehr sein?) – 4:13
6. Fernsehen – 3:14 (Campino / Müller)
7. All die ganzen Jahre – 3:18
8. Steht auf zum Gebet – 1:58 (Campino)